# Tragedia di Guidizzolo
La tragedia di Guidizzolo è un incidente stradale avvenuto il 12 maggio 1957, durante lo svolgimento dell'ultima edizione della Mille Miglia, nel quale persero la vita 11 persone: due piloti della scuderia Ferrari e nove spettatori, cinque dei quali bambini.

## Storia

### Il contesto
In seguito alla sciagura di Bologna, occorsa durante la XII Mille Miglia nel 1938, Benito Mussolini, al governo in Italia all'epoca, vietò per legge le gare di velocità su strade aperte al traffico. Nell'immediato dopoguerra il divieto venne eliminato e le gare di granfondo ripresero in tutta la nazione. 
A partire dagli anni cinquanta tali competizioni divennero nuovamente oggetto di interventi critici ed attacchi sulla carta stampata e nell’opinione pubblica, che ne chiedevano l'abolizione a causa della dimostrata pericolosità. 
L'11 giugno 1955, durante la 24 Ore di Le Mans, 84 persone persero la vita ed altre 120 rimasero ferite in un terribile incidente, che rimane ancora oggi il più grave mai accaduto nella storia dell'automobilismo; a seguito di ciò furono abolite molte corse su strada in tutto il mondo, tra le quali anche la celebre Carrera Panamericana. In Italia, nonostante il montare delle polemiche, data l'enorme popolarità e il prestigio internazionale della Mille Miglia, gli organizzatori ne evitarono la soppressione.

### L'incidente
Nel pomeriggio di domenica 12 maggio 1957, durante le fasi conclusive della XXIV Mille Miglia, la Ferrari 335 S nº 531, condotta dal pilota spagnolo Alfonso de Portago e dal copilota statunitense Edmund Gurner Nelson, percorreva il lungo rettilineo tra Cerlongo e Guidizzolo, sulla strada napoleonica che collega Mantova e Brescia, oggi nota come strada statale 236 Goitese. Si trattava dell'ultima porzione di gara prima del traguardo di Brescia; la vettura viaggiava a una velocità di oltre 250 km/h, come del resto erano solite fare praticamente tutte le auto che partecipavano alla Mille Miglia in quel tratto di strada.
Alle ore 16:04, nei pressi dell'abitato di Guidizzolo, in località Corte Colomba, nel territorio del comune di Cavriana, la vettura di de Portago riportò improvvisamente lo scoppio di uno pneumatico causato da un limitatore di carreggiata, sbandò, finì nel fossato sulla destra e "rimbalzò", saltando l'intera carreggiata e schiantandosi sul ciglio sinistro, ove era assiepato molto pubblico. L'incidente provocò la morte degli occupanti della vettura e di nove spettatori, tra cui cinque bambini, oltre a numerosi feriti.

### Vittime
- De Portago Alfonso   28 anni (pilota)
- Gurner Nelson Edmund 32 anni (copilota)
- Boscaini Anita       10 anni
- Consato Giovanni      8 anni
- Dobelli Angelo       48 anni
- Franzini Silvestro   27 anni
- Grandelli Pietro     52 anni
- Rigon Virginia        9 anni
- Rigon Valentino       8 anni
- Stancari Romeo       52 anni
- Tarchini Carmen      10 anni

### Le conseguenze
In seguito alla tragedia, Enzo Ferrari, fondatore e presidente della casa automobilistica omonima e costruttore della vettura coinvolta, venne incriminato e rinviato a giudizio: il processo a suo carico si concluderà con l'assoluzione. Le corse motoristiche di velocità furono pesantemente limitate sull'intero territorio nazionale: la XII Milano-Taranto, che si sarebbe dovuta svolgere dieci giorni dopo, fu annullata. Tra le eccezioni vi fu il Gran Premio di Pescara del 1957, che si svolse regolarmente in quanto parte del calendario internazionale di Formula 1.
Sulla strada provinciale 236, in prossimità del luogo della strage, fu eretto un monumento commemorativo.